# Fata Morgana UA
Fata Morgana UA — український музичний гурт з Горлівки. З початком російської окупації Горлівки перебуває у Києві. Керівник гурту Ігор Роман. Гурт виконує переважно власні україномовні пісні, а також україномовні кавер-версії, зокрема пісень Володимира Висоцького.

## Історія гурту
Гурт Fata Morgana засновано 1998 року у місті Горлівка, Донецької області. Засновником, керівником і автором пісень є Ігор Роман. У травні 2014, з початком російської окупації Горлівки, члени гурту переїхали до Києва. Як згадує керівник гурту:
|  | Ми з собою взяли лише мікрофони. Квитки у нас були до Харкова, а з Харкова до Києва. Тому якби нас взяв патруль, ми сказали б, що їдемо до Харкова продавати мікрофони, щоб зібрати грошей на їхню «революцію». Ось так, з мікрофонами, добралися до Києва |

Після переїзду у Київ гурт бере активну участь у всеукраїнських фестивалях, концертах та благодійних заходах. У складі концертної бригади від Міноборони та Міністерства культури гурт виступав у зоні АТО, на блокпостах від Старобільська до Маріуполя. Гурт Fata Morgana UA були організаторами Всеукраїнського фестивалю «Захрипла душа» пам'яті Володимира Висоцького, який пройшов у Києві 25-26 липня 2015 року в Маріїнському парку та на Майдані Незалежності. Проводили спільно з волонтерським фондом «Мир і Ко» благодійні концерти: «Кохання, вірність та АТО», «Дайте світові шанс» пам'яті Джона Леннона.

## Склад
- Ігор Роман,
- Антон Коцар,
- Василь Лютий,
- Олександр Шатунов,
- Валентин Циганков,
- Андрій Юськевич.